# Mike Adamle
Michael David Adamle (Euclid, 10 oktober 1949), beter bekend als Mike Adamle, is een voormalig National Football League speler. Adamle werd bekend van World Wrestling Entertainment (WWE) als play-by-play commentator en General Manager van WWE Raw. Adamle werd vrijgegeven van zijn WWE contract in januari 2009.

## Kampioenschappen en prestaties
- Wrestling Observer Newsletter awards
  - Worst Television Announcer (2008)